# امامزادگان فضل و فاضل
امامزادگان فضل و فاضل مربوط به سدهٔ ۱۰ و ۱۱ ه‍.ق است و در شهرستان شمیرانات، بخش لواسانات، چهارباغ لواسان بزرگ واقع شده و این اثر در تاریخ ۱ مهر ۱۳۸۲ با شمارهٔ ثبت ۱۰۳۶۵ به‌عنوان یکی از آثار ملی ایران به ثبت رسیده است.
نسب ایشان به امام موسی کاظم (علیه السلام) می رسد. (ابن عنبه، 1381ق/ 1961م: 197؛ مجلسی، 1396/ 1355: 270).
آستان امامزادگان فضل و فاضل (علیهما السلام) در جنوب غربی روستا و در سمت راست (شرق) جاده ی اصلی است. موقعیت آن عبارت است از: 35 درجه و 48 دقیقه و 5/17 ثانیه ی عرض جغرافیایی و 51 درجه و 45 دقیقه و 7/55 ثانیه ی طول جغرافیایی، در ارتفاع 1980 متری از سطح دریا. به نظر می رسد بنای ساختمان امامزادگان فضل و فاضل (علیهما السلام) متعلق به قرن 10 و 11 بوده و قدمتی پیش از آن نداشته باشد. اما در اطراف امامزاده قطعات اندکی از سفال های دوران تاریخی یافت شده است و تنها اثر فرهنگی و تاریخی روستا بقعه همین امامزاده می باشد.
داخل بقعه امامزاده، ضریح چوبی وجود دارد (صندوق چوبي منبت كاري) با تاريخ 1316 ش برروي مرقد مطهراين امامزادگان قرار دارد که دارای ارزش فرهنگی ـ تاریخی بوده و با خط نسبتاً زیبایی آیاتی از قرآن و شرحی از افراد سازنده و سال ساخت آن حک شده است. قدمت اوليه بقعه مزبور به قرن دهم و يازدهم هجري باز مي گردد. بناي ساده بقعه با ديوارهايي از لاشه سنگ حدود 100 متر مربع مساحت دارد و فاقد آثار معماري و هنري قابل توجه است. این بنا در تابستان ۱۳۸۶ به دست مرحوم حاج علی هدهدی آینه‌کاری شد.

## نگارخانه

ضریح امامزادگان فضل و فاضل (ع) چهارباغ لواسان بزرگ - خرداد ۱۳۹۲
سنگ ضریح امامزادگان فضل و فاضل (ع) چهارباغ لواسان بزرگ - خرداد ۱۳۹۲
صحن ضریح امامزادگان فضل و فاضل (ع) چهارباغ لواسان بزرگ - خرداد ۱۳۹۲
صحن ضریح امامزادگان فضل و فاضل (ع) چهارباغ لواسان بزرگ - خرداد ۱۳۹۲